# Leonīds Kalniņš

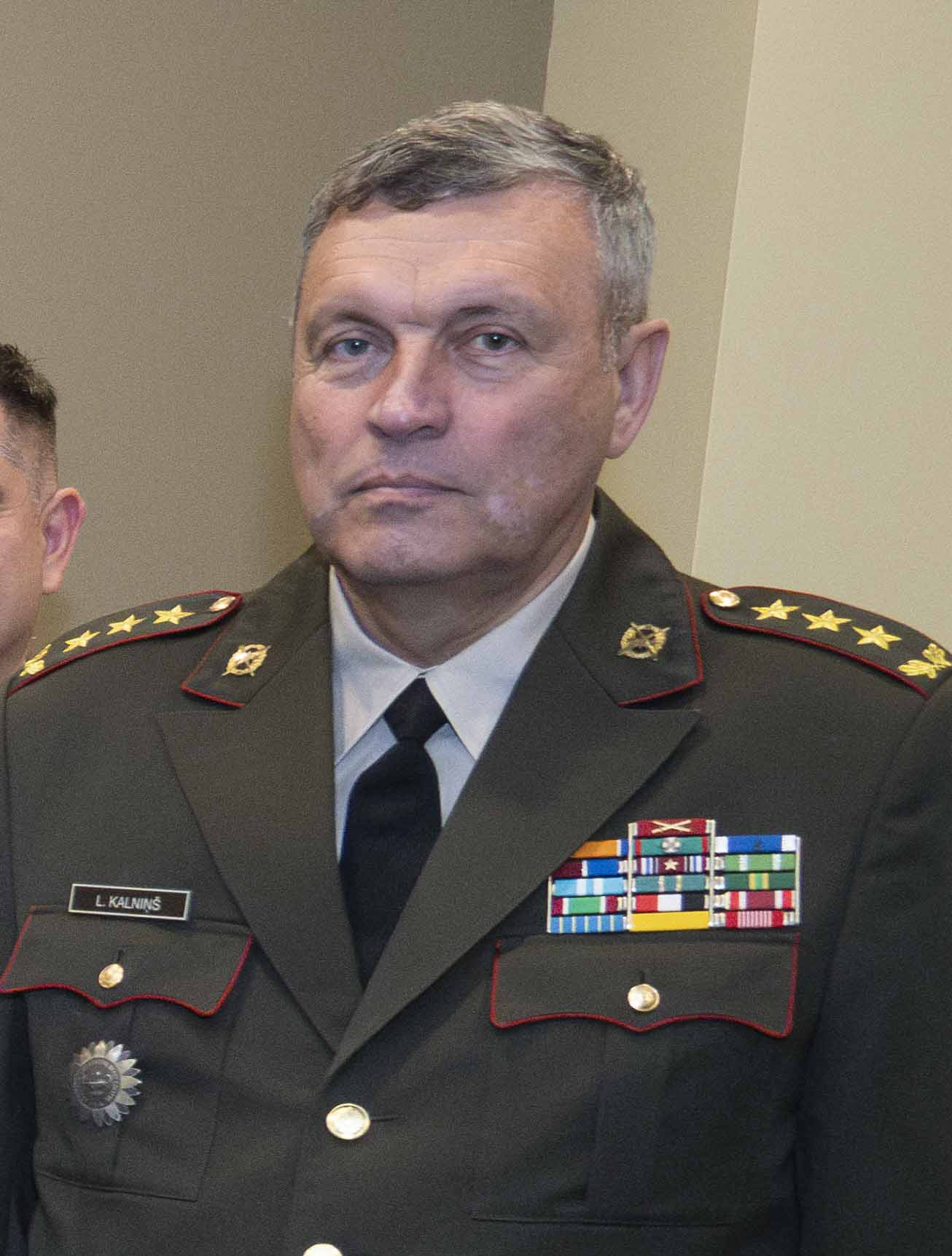
Leonīds Kalniņš (2024)

Leonīds Kalniņš (* 13. Februar 1957 in der Oblast Tomsk) ist ein ehemaliger lettischer Offizier im Range eines Generalleutnants. Von Januar 2017 bis Januar 2025 war er der militärische Befehlshaber der Nationalen Streitkräfte seines Heimatlandes.

## Leben
Leonīds Kalniņš wurde 1957 im Rajon Perwomaiski, Oblast Tomsk, in der damaligen Russischen SFSR geboren. Seine Schulausbildung erfolgte in den Jahren 1964 bis 1975 in Dobele.

### Militärische Laufbahn
Nach dem Ende seiner Schulzeit begann Kalniņš seine militärische Ausbildung. Er besuchte dabei in den nächsten Jahren Militärakademien in Vilnius (1975–79) und Charkow (1987–90).
Beförderungen
Lettische Streitkräfte
- Major (1999)
- Oberstleutnant (2005)
- Oberst (2011)
- Brigadegeneral (2014)
- Generalmajor (2016)
- Generalleutnant (2017)

Nach der Wiederherstellung der Unabhängigkeit Lettlands und der Beendigung seines Dienstes in der Roten Armee war Kalniņš ab 1991 zunächst im öffentlichen Dienst in Dobele tätig. Im Jahr 1997 schloss er sich der lettischen Nationalgarde (lettisch Zemessardze) an und wurde dort bis 2003 mit verschiedenen Aufgaben beim 51. Battalion betraut. Im Jahr 2003 wechselt er in den Ausbildungsbereich der Nationalen Streitkräfte und 2005 in die operative Planung der Landstreitkräfte. Noch im gleichen Jahr wurde er ins Hauptquartier der Zemessardze versetzt und war dort in der Folgezeit auf verschiedenen Posten tätig (zuletzt als Stabschef). Zwischenzeitlich war er 2006 zudem stellvertretender Kommandant des lettischen Kontingents im Irak. Von 2010 bis 2011 absolvierte er ein Aufbaustudium am Command and General Staff College in den USA. Am 15. Oktober 2011 wurde er zum Kommandanten der Nationalgarde ernannt. Im Jahr 2013 besuchte Leonīds Kalniņš den Higher Command Studies Course am Baltic Defence College und wurde im August 2014 zum Brigadegeneral befördert.
Im Generalsrang verblieb er noch zwei Jahre auf dem Posten des Kommandanten der Nationalgarde. Am 26. August 2016 wechselte er ins Hauptquartier der Streitkräfte und übernahm dort den Posten des Stabschefs. Im November 2016 wurde Kalniņš zum Generalmajor befördert und am 22. Dezember desselben Jahres vom lettischen Parlament, als Nachfolger von Raimonds Graube, zum militärischen Befehlshaber der Streitkräfte gewählt. Am 27. Januar 2017 erfolgte die offizielle Amtsübergabe (2. Amtszeit ab 27. Januar 2021) und am 26. Juli 2017 die Beförderung zum Generalleutnant. Nach etwa acht Jahren im Amt wurde er am 24. Januar 2025 von Kaspars Pudāns abgelöst.

### Privates
Der General ist verheiratet. Neben seiner Muttersprache beherrscht er auch fließend Englisch und Russisch.

## Auszeichnungen
|  | Komtur des Westhard-Ordens (2008)                                  |
|  | Großoffizier des Verdienstordens der Italienischen Republik (2019) |